# سرحان (عزبة)
عزبة سرحان قرية تابعة لمركز السادات في محافظة المنوفية في جمهورية مصر العربية.